# Turdakún Usubalíyev
Turdakún Usubaliyévich Usubalíyev (en ruso: Турдакун Усубалиевич Усубалиев; en kirguís: Турдакун Усубалиевич Усубалиев, Turdaqun Usubalíyeviç Usubalíyev; 6 de noviembre de 1919 - 7 de septiembre de 2015) fue un político soviético y kirguís, que se desempeñó como Primer Secretario del Comité Central del Partido Comunista de la República Socialista Soviética de Kirguistán entre 1961 y 1985.

## Biografía

### Primeros años y carrera política
Nació en una familia de campesinos en Kochkor. En 1941 se graduó en el Instituto Estatal de Kirguistán y en 1965 en la Universidad Pedagógica Estatal de Moscú en ausencia. En 1941 trabajó como profesor de secundaria en el pueblo de Kochkor, y ese año ingresó al Partido Comunista, del cual fue activista hasta 1945, y subdirector de departamento en el comité del distrito de Kochkor y Tian-Shian, e instructor del Comité Central del Partido Comunista en la RSS de Kirguistán. De 1945 a 1955 fue instructor del Comité Central del PCUS y de 1955 a 1956 editor del periódico "Soviet Kyrgystan". De 1956 a 1958, fue el jefe del Departamento de Agitación y Propaganda del Comité Central del Partido Comunista de la RSS de Kirguistán, y de 1958 a 1961 fue el Primer Secretario del Comité de la Ciudad de Frunze. Ese mismo año, fue electo miembro del Comité Central de la RSS de Kirguistán.  

### Dirigencia
El 9 de mayo de 1961, fue designado Primer Secretario del Comité Central del Partido Comunista de la RSS de Kirguistán, cargo en el que estuvo hasta su jubilación el 2 de noviembre de 1985. Durante su gobierno, Usubalíyev hizo gran contribución a la industria, economía y cultura de la RSS de Kirguistán; se prestó gran atención al desarrollo de la industria, construyéndose 150 instalaciones industriales, incluidos centros de ensamblaje y centrales hidroeléctricas. Como resultado, la producción industrial bruta de la república aumentó cinco veces, mientras que la producción industrial aumentó doce veces. También realizó un desarrollo urbano; en Frunze, se construyeron unos 512,000 departamentos de vivienda, y destacadas edificaciones como la Academia Nacional de Ciencias de la República Kirguisa, la Casa de Gobierno, la Biblioteca Central y el aeropuerto "Manas". En 1970, se aprobó un nuevo Plan General, desarrollado por el Instituto Central de Investigaciones de Desarrollo Urbano, cuyo propósito fue organizar una estructura de planificación que asegurara integralmente el desarrollo armónico del país para el período hasta 1995. También fue diputado del Sóviet Supremo de la Unión Soviética en sus VI, VII, VIII, IX, X y XI convocatorias, y del Sóviet Supremo de la RSS de Kirguistán entre 1959 y 1985.  

### Últimos años
Tras la disolución de la URSS, fue diputado del Consejo Supremo de Kirguistán entre 1995 y 2003. En junio de 2008 fue cofundador del movimiento político "El Gran Kirguistán". Usubalíyev murió en Biskek en septiembre de 2015, a la edad de 95 años

## Premios y condecoraciones

### De la Unión Soviética
- 3 Órdenes de Lenin (1964, 1969 y 1979)
- Orden de la Bandera Roja del Trabajo (1964)
- Orden de la Revolución de Octubre (1979)

### De otros países
- Orden de Manas de Primer Grado (1997)
- Orden de la Amistad (1999)
- Héroe de la República Kirguisa (1999)